# Pat & Stan
Pat & Stan (Pat et Stanley) sono i protagonisti di un cartone animato franco-tedesco realizzato in computer grafica, prodotto dalla compagnia franco-statunitense Mac Guff Ligne e dalla tedesca TV-Loonland AG e creato da Pierre Coffin.
La serie è composta da 323 corti, 39 episodi e un mediometraggio. Il duo protagonista è famoso per gli sketch in cui cantano The Lion Sleeps Tonight e Think, apparsi in Italia nella pubblicità dello snack "Kinder Happy Hippo".
La serie In Francia viene trasmessa da TF1 mentre in Italia da Boomerang  e Hiro.

## Trama
Pat e Stan sono rispettivamente un ippopotamo ed un cane. I due vivono insieme e si trovano sempre al centro di qualche avventura strampalata.

## Personaggi
- Patrick "Pat": è un grandissimo ippopotamo con una grande forza fisica e un gran cuore e a volte un po' strambo; è infantile, goffo ed è innamorato di Stéphanie. Adora le banane e gli scherzi che spesso fa a suo fratello Stan.
- Stanley "Stan": è un cane con un  senso dell'umorismo e spesso vittima degli scherzi di suo fratello Pat ma sa come ricambiare; è intelligente e anche lui è innamorato di Stéphanie.
- Stéphanie: è una lupa arancione, carina e molto cordiale. Fa dei corsi d'arte.
- Valeriano (Jean-Luc nella versione francese e Stuart in quella statunitense): è un bradipo. È gentile e generoso; è uno degli amici più stretti di Pat e Stan. Si addormenta molto spesso, e vive in una roulotte.
- Max Ludwig (chiamato semplicemente "professore"): è un topolino rosa. Grande scienziato, spesso fa strani esperimenti mettendo nei guai tutti. Dà del Lei a tutti i personaggi tranne a Pat e Stan.
- Emily: è una talpa. A volte è amica, e a volte nemica di Pat e Stan.
- Zia Marta: è zia di Pat e stan.
- Lily: è una coniglietta bianca con un fiocco viola in testa. Ha una decina di coniglietti che spesso affida a Pat e Stan.
- Coniglietti: una decina di coniglietti che procurano un mare di guai a tutti, soprattutto a Pat e Stan.
- Poldo: figlio di Lily. Si distingue dagli altri perché è furbo e  arancione.
- Le 3 Galline: sono tre galline stupide. Quando Pat ha letto la poesia per Stephanie loro si sono innamorate all'istante di lui, pur notando che Pat è innamorato di Stephanie, perseguitandolo giorno e notte.
- Richard: è un gallo rosso. Si vede quasi sempre leggere il giornale.
- Le 3 Elefantesse: quando Stan legge la poesia di Stephanie in finale, le 3 elefantesse si innamorano di lui.

## Episodi
- Il bagno
- Cyber Valeriano
- La zanzara pazza
- Campeggio selvaggio
- La piscina
- Laboratorio d'arte Moderna
- Il mio amico Martino
- Brutox
- La scomparsa del gilberto
- La varicella
- Il clone
- Stan e i brufoli orribili
- Tutti in scena
- Il telecomando
- Babysitter in difficoltà
- Valeriano
- Zia Marta ospite
- Poesie d'amore
- Il malato immaginario
- Giornataccia
- Stephanie innamorata
- Una piccola invenzione
- Il criceto del bengala
- Alla ricerca del tesoro perduto
- Antipodi
- Salviamo la terra
- Gli extraterrestri
- Il compleanno di Stephanie
- Una notte da cani randagi
- Bentornato Valeriano
- La villa al mare
- Il migliore amico
- Profumi
- Pausa Play game
- Il sistema d'allarme
- Gaspare
- Il fantasma di Nonna Madeleine
- Il singhiozzo
- Grand Hotel

## Episodio speciale
- Il tesoro di Pit e Mortimer

## Doppiaggio
| Personaggio | Doppiatore francese | Doppiatore inglese | Doppiatore italiano                                  |
| ----------- | ------------------- | ------------------ | ---------------------------------------------------- |
| Pat         | Laurent Poitreneaux | Dan Green          | Adriano Giannini (1ª voce) Roberto Stocchi (2ª voce) |
| Stan        | Philippe Spiteri    | David Wills        | Oreste Baldini                                       |
| Stéphanie   | Karine Foviaux      | Bella Hudson       | Jessica Loddo                                        |
| Valeriano   | Emmanuel Curtil     | Jeff Bergman       | Gerolamo Alchieri                                    |
| Max Ludwig  | Emmanuel Garijo     | Bryan Fenkart      | Mauro Gravina                                        |
| Emily       | Karine Lazard       | Erica Schroeder    | Domitilla D'Amico                                    |
| Zia Marta   | Sylvie Genty        | Carrie Keranen     | Cristina Piras                                       |
| Lilly       | Silvie Laguna       | Carrie Keranen     | Beatrice Margiotti                                   |
| Brutox      | Boris Rehlinger     | Dan Green          | Roberto Draghetti                                    |